# Saalfeld/Saale
Saalfeld/Saale é uma cidade da Alemanha localizada no distrito de Saalfeld-Rudolstadt, estado da Turíngia.
A cidade de Saalfeld/Saale é a Erfüllende Gemeinde (português: municipalidade representante ou executante) do município de Arnsgereuth. Os pontos turísticos mais importantes com museus num OpenStreetMap em Saalfeld.
|  |  |